# Grande-Bretagne aux Jeux paralympiques d'hiver de 1988
La Grande-Bretagne participe aux Jeux paralympiques d'hiver de 1988 à Innsbruck. Elle y remporte aucune médailles, se situant à la seizième place des nations au tableau des médailles.